# Scheune Harthausen (Friedberg)

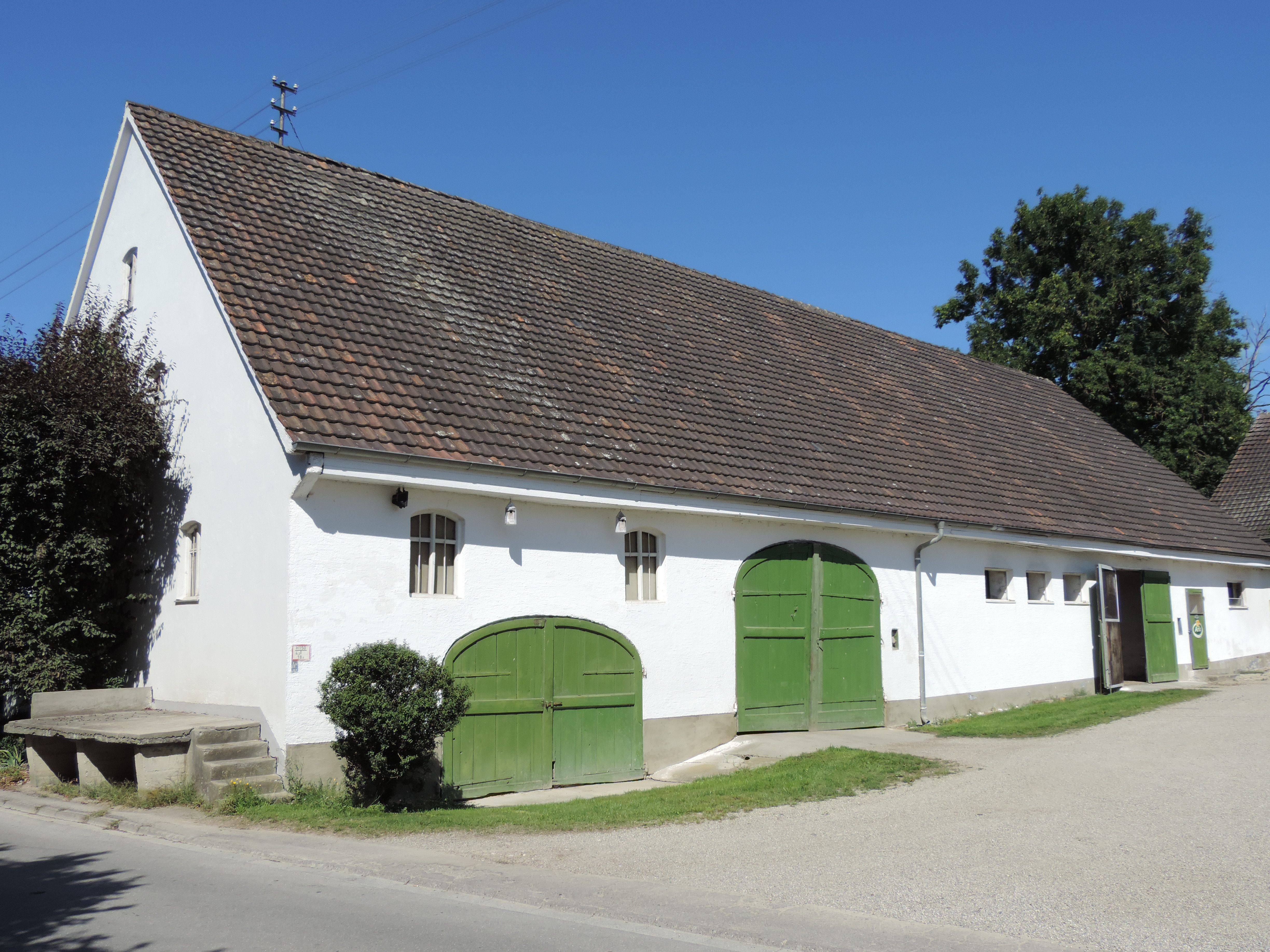
Scheune in Harthausen

Die Scheune in Harthausen, einem Stadtteil von Friedberg im schwäbischen Landkreis Aichach-Friedberg, wurde im Kern wohl im späten 18. Jahrhundert errichtet und Mitte des 19. Jahrhunderts verändert. Die Scheune an der Ringstraße 20 ist ein geschütztes Baudenkmal.
Der erdgeschossige, massive Satteldachbau hat zwei Tore in Korbbogenform. An der südlichen Giebelseite sind fünf und an der Traufseite zwei korbbogige Fenster vorhanden.